# Antoni Marí Calbet
Antoni Marí Calbet (Eivissa, 1932 - Eivissa, 23 de novembre de 2023) fou un metge i polític eivissenc, pare de la també política Virginia Marí i germà d'Alonso Marí Calbet.
Llicenciat en medicina a la Facultat de Medicina de València. El 1958 cursà estudis a l'Institut de Medicina Tropical Príncep Leopold II d'Anvers (Bèlgica) i el 1959 anà a treballar al Congo, aleshores sota l'administració belga. En aquelles terres va fer una encomiable tasca d'assistència sanitària pràcticament sense mitjans, que va continuar quan el país aconseguí la independència amb un projecte de vacunació contra la pigota.
El 1970 entrà a la Seguretat Social com a cap del Servei de Tocoginecologia, on exercí fins al 1983, any en què demanà excedència per dedicar-se a la política. El 1979 es presentà com a candidat al Consell Insular d'Eivissa i Formentera (època preautonòmica) en les llistes d'independents amb el suport de l'Aliança Popular i va ser nomenat conseller de Sanitat i Assumptes Socials, a més de formar part del Consell General Interinsular. Fou el president del Consell Insular d'Eivissa i Formentera pel Partit Popular de Balears entre el 1987 i el 1999.
A les eleccions de 1999, tornà a presentar-se i passà a cap de l'oposició durant el Govern del Pacte Progressista. Aquest mateix any acabà l'excedència com a metge de la Seguretat Social i es va jubilar. Deixà la política activa el maig de 2003. El 2007 va rebre el Premi Ramon Llull.